# Eurovision Young Dancers 2011
Het Eurovision Young Dancers 2011 was de twaalfde editie van het dansfestival en werd op 24 juni 2011 gehouden in het Dansen Hus in Oslo. Het is de eerste keer dat Noorwegen het dansfestival organiseert.

## Deelnemende landen
Tien landen namen aan deze editie van het Eurovision Young Dancers deel, het laagste aantal ooit. Kosovo en Kroatië namen voor het eerst deel, terwijl Duitsland en Portugal terugkeerden.

## Jury
Michael Nunn
 Wiliam Trevitt
 Fredrik Rydman
 Ilze Liepa

## Overzicht

### Halve finale
| Land        | Artiest               | Resultaat      |
| ----------- | --------------------- | -------------- |
| Duitsland   | Joy Kammin            | uit            |
| Griekenland | Spiridoula Magouritsa | uit            |
| Kosovo      | Tringa Hysa           | uit            |
| Kroatië     | Grigor Bazdar         | uit            |
| Nederland   | Floor Eimers          | uit            |
| Noorwegen   | Daniel Sarr           | gekwalificeerd |
| Polen       | Adam Myslinski        | uit            |
| Portugal    | Ricardo Macedo        | uit            |
| Slovenië    | Petra Zupančić        | gekwalificeerd |
| Zweden      | Louise Lind           | uit            |

### Finale
| Plaats | Land      | Artiest        | Punten |
| ------ | --------- | -------------- | ------ |
| 1      | Noorwegen | Daniel Sarr    | 3      |
| 2      | Slovenië  | Petra Zupančić | 1      |

## Wijzigingen

Deelnemende landen
Landen die in het verleden deelgenomen hebben
Landen die zich niet voor de finale kwalificeerden

### Voor het eerst deelnemende landen
- Kosovo
- Kroatië

### Opnieuw deelnemende landen
- Duitsland
- Portugal

### Niet meer deelnemende landen
- België
- Cyprus
- Finland
- Letland
- Roemenië
- Tsjechië
- Verenigd Koninkrijk